# レンタル自習室
レンタル自習室（レンタルじしゅうしつ）とは、受験生の大学受験のための勉強や社会人などが資格取得のための勉強をするために利用する有料の自習室のこと。
日本全国で400以上ものレンタル自習室が存在する。中でも特に東京都、大阪府に店舗数が多く、2018年1月現在、それぞれ100を超える自習室が存在する。机と椅子のレンタルという基本的なサービスに加え、WI-FIやフリードリンク、ロッカー等の付加サービスを提供する店舗も多い。また、店舗数増加による競争激化に伴い、年中無休、24時間営業、女性専用等でサービスを提供するなど、顧客の利便性を追求し、他店との差別化を図る店舗も存在する。料金都度払いのビジター利用ができる店舗もあるが、月極料金の店舗が多い。その場合、フルタイム会員、ナイト会員等、利用する時間帯でそれぞれ料金が設定されている。